# Carlota Alfaro
Carlota Alfaro (née le 4 juin 1933) est une styliste de Puerto Rico.  Elle est connue comme « Puerto Rico's grande dame of fashion ».

## Biographie
Alfaro a montré une passion pour le design depuis qu'elle est enfant, souvent elle dessinait des vêtements pour la famille et les amis. Elle a été élevée à Santurce où sa tante lui a appris à coudre.
Alfaro a atteint une renommée durant les années 1960 dans l'Amérique latine, l'Europe et les États-Unis, décennie au cours de laquelle elle a également créé l'Institut Carlota Alfaro, visant à transmettre ses connaissances aux jeunes étudiants en design. La spécialité d'Alfaro est la confection. Au cours des années 1980, elle a publié une série de dessins de mode dans la colonne d'un journal local, appelé Destellos de la moda.
Alfaro a reçu de nombreuses récompenses internationales, et ses collections ont été vendues dans plusieurs magasins à travers le monde, y compris Neiman Marcus, Bloomingdales et Saks Fifth Avenue.
Elle est considérée comme une grande dame de la mode, avec une personnalité explosive et la réputation d'avoir des comportements tyranniques qui lui ont valu le surnom de « Gran Dama Mala ». Dans les années 1970, il a largement été rapporté l'existence de sa rivalité avec l'héritière Sonja Zuckerman. Dans un club privé au St Regis à Puerto Rico, Sonja Zuckerman et Carlotta Alfaro ont eu une querelle et se sont giflées.